# Stefan Haupt (Filmregisseur)
Stefan Haupt (* 1961 in Zürich) ist ein Schweizer Filmemacher, Regisseur, Autor und Filmproduzent.

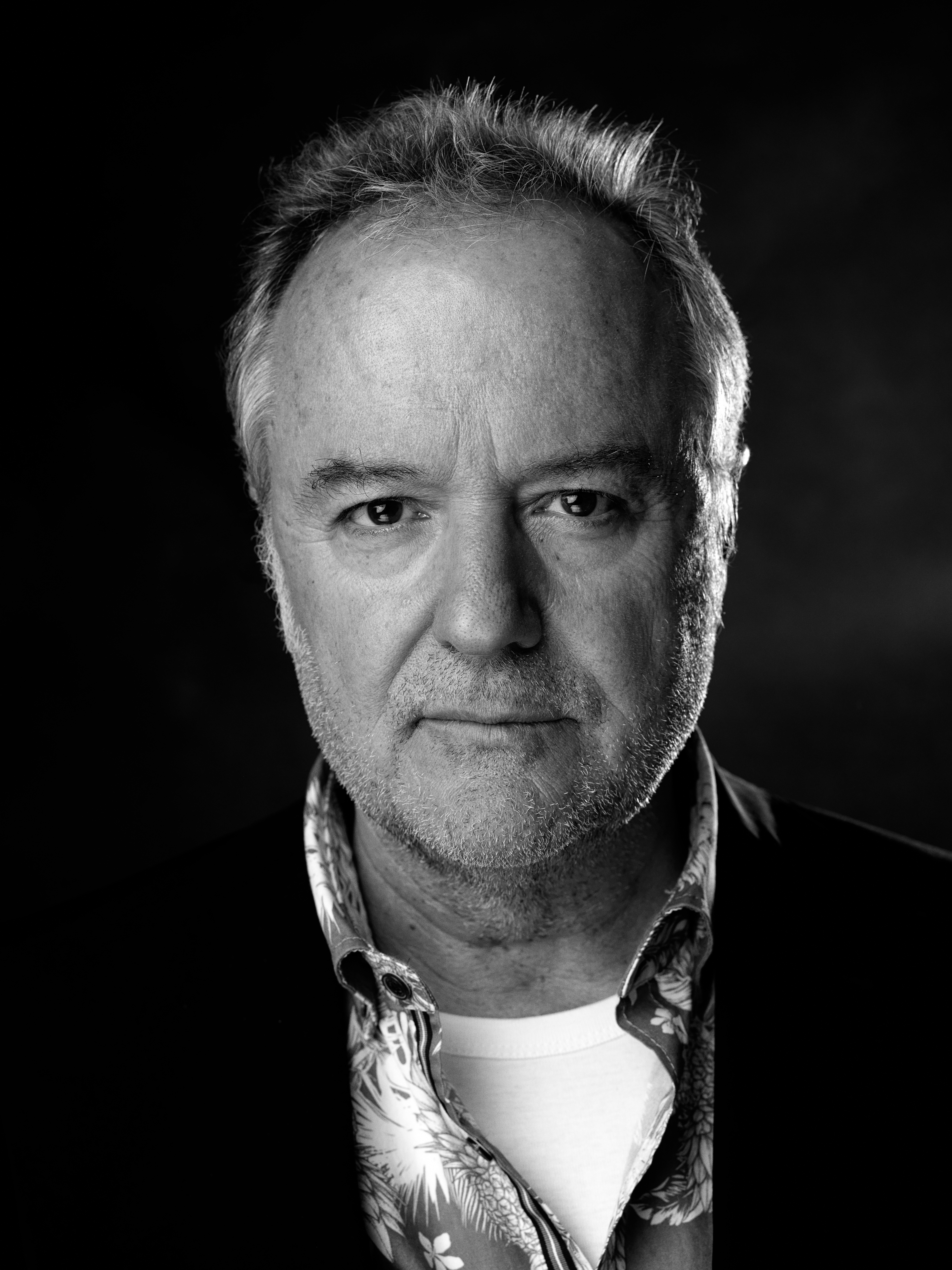
Stefan Haupt

## Biografie
Stefan Haupt wuchs in Zürich auf. Nach der Matura am Realgymnasium Rämibühl liess er sich zunächst zum Lehrer ausbilden und besuchte anschliessend von 1985 bis 1988 die Schauspiel-Akademie Zürich, die er als Theaterpädagoge abschloss.  Seit 1989 ist er freischaffend als Filmemacher, Regisseur und Produzent tätig. Er ist mit der Schauspielerin Eleni Haupt verheiratet und lebt mit seiner Familie in Zürich.
Von 2008 bis 2010 war Stefan Haupt Präsident des Verbands Filmregie und Drehbuch Schweiz (ARF/FDS), von 2007 bis 2012 war er im Stiftungsrat von Swiss Films aktiv. Er ist Inhaber der Produktionsfirma Fontana Film GmbH.
Zu seinen grössten Erfolgen gehören Der Kreis, der auf der 64. Berlinale 2014 sowohl den Teddy Award als auch den Panorama Publikumspreis gewann und der die Schweiz in der Kategorie «Bester internationaler Film» an den Oscars 2015 vertrat; sein Dokumentarfilm über die Sterbeforscherin Elisabeth Kübler-Ross (2002) mit europaweit 300’000 Zuschauern, sowie der historische Spielfilm Zwingli über den Reformator Ulrich Zwingli, als erfolgreichster Schweizer Film in den Kinos der Schweiz 2019.
2020 wurde ihm  von der Theologischen Fakultät der Universität Zürich der Ehrendoktortitel für den Film Zwingli verliehen.

## Filme
- 1998: I’m just a simple person (Dokumentarfilm; Drehbuch, Regie, Produktion; Studienprämie des EDI)
- 2000: Heimweh (Increschantüm) (Dokumentarfilm; Drehbuch, Regie, Produktion)
- 2001: Utopia Blues (Spielfilm; Drehbuch, Regie, Co-Produktion)
- 2002: Elisabeth Kübler-Ross – Dem Tod ins Gesicht sehen (Dokumentarfilm; Drehbuch, Regie, Produktion)
- 2003: Moritz (Fernsehspielfilm; Co-Autor, Regie, Co-Produktion)
- 2004: Downtown Switzerland (Idee, Co-Autor, Co-Regie und Co-Produktion; mit Christian Davi, Kaspar Kasics und Fredi M. Murer)
- 2006: Ein Lied für Argyris (Dokumentarfilm; Drehbuch, Regie und Produktion)
- 2010: How about Love (Drehbuch, Regie)
- 2012: Sagrada – El misteri de la creació (Dokumentarfilm; Drehbuch, Regie und Produktion)
- 2014: Der Kreis (Doku-Fiktion; Regie, Co-Autor mit Christian Felix, Ivan Madeo und Urs Frey)
- 2015: Mare Nostrum – Ein Konzert. Eine Reise. (Co Regie mit Michelle Brun)
- 2016: Finsteres Glück (Spielfilm basierend auf dem gleichnamigen Roman von Lukas Hartmann)
- 2019: Zwingli (Regie)
- 2020: Zürcher Tagebuch (Dokumentarfilm; Drehbuch, Regie und Produktion)
- 2023: Margreet Honig – Der freie Ton (Dokumentarfilm; Drehbuch, Regie und Produktion)
- 2025: Stiller (Regie, Drehbuch)